# Vivre, mourir, renaître
Pour plus de détails, voir Fiche technique et Distribution.
Vivre, mourir, renaître est un film français réalisé par Gaël Morel et sorti en 2024.
Il est présenté en sélection officielle dans la section « Cannes Première » du Festival de Cannes 2024.

## Synopsis
Dans les années 1990, à Paris. Emma et Sammy, avec leur premier enfant, vont bientôt emménager dans leur nouvel appartement. Cyril, photographe, dont la chambre noire se trouve dans le même immeuble, rencontre ce couple. Ces deux hommes vont se lier d'amitié qui va se transformer tantôt en amour. Un jour, Cyril avoue à son amant qu'il est séropositif et sous traitement…

## Fiche technique
Sauf indication contraire, les informations mentionnées dans cette section peuvent être confirmées par la base de données cinématographiques Unifrance,  présente dans la section « Liens externes ».
- Titre original : Vivre, mourir, renaître
- Réalisation : Gaël Morel
- Scénario : Gaël Morel et Laurette Polmanss
- Décors : Hélène Dubreuil
- Costumes : Héléna Gonçalves
- Photographie : David Chambille
- Son : Jean Minondo et Corinne Rozenberg
- Montage : Catherine Schwartz
- Production : Michèle Halberstadt et Laurent Pétin
- Sociétés de production : ARP Sélection, en coproduction avec Arte France Cinéma
- Société de distribution : ARP Sélection
- Pays de production :  France
- Langue originale : français
- Format : couleur - 1,66:1 - son 5.1[3]
- Genre : drame, romance
- Durée : 109 minutes
- Dates de sortie :
  - France : 23 mai 2024[4] (Festival de Cannes) ; 25 septembre 2024 (sortie nationale)

## Distribution
- Victor Belmondo : Cyril
- Lou Lampros : Emma
- Théo Christine : Sammy
- Elli Medeiros : Albane
- Sophie Guillemin : Myriam
- Stéphane Rideau : Daniel
- Amanda Lear : Leolia
- Hélyos Johnson : Nathan, 4 ans
- Jonathan Hounwanou-Kakon : Nathan, 8 ans

## Production

### Genèse et développement
L'idée du projet Vivre, mourir, renaître remonte loin, dans les années 1990, où Gaël Morel voulait faire un documentaire sur les « personnes qui ont vécu l’hécatombe du sida (…) et qui ont été sauvées in extremis par l’arrivée des trithérapies. ». Il a écrit le scénario avec Laurette Polmanss.
Le 13 septembre 2023, Arte France Cinéma est annoncée en coproduction du film.

### Attribution des rôles
Gaël Morel a choisi les acteurs Victor Belmondo, Lou Lampros et Théo Christine dans les rôles principaux, précisant « que, quelles que soient leurs qualités singulières, il n’y ait pas un seul acteur ou une seule actrice en vedette. Pas lui plutôt qu’elle, mais lui ou elle avec les deux autres. Avec mon chef opérateur David Chambille, nous avons veillé à ce que cette égalité soit tangible à l’image. À peu près le même nombre de plans quel que soit le personnage. C’est une parité pour le coup « transsexuelle » où s’invente à trois une sorte de grâce, partagée et partageable, qui sublime les personnages. ». Quant à Elli Medeiros et Amanda Lear, « des icônes pop, chacune à leur manière », elles ont accepté l'offre.

### Tournage
Le tournage a lieu à Paris et Sorrente (Italie) à l’automne 2023.

## Accueil

### Festivals et sortie
En mars 2024, la distribution ARP Sélection révèle la sortie du Vivre, mourir, renaître aux grands écrans, ce 25 septembre.
Le 22 avril suivant, le film est sélectionné dans la catégorie « Cannes Première » au Festival de Cannes,, où Gaël Morel, qui fait son grand retour et son film est projeté en avant-première mondiale, le 23 mai 2024. Le 9 juillet, il est annoncé classer dans la section « Les Avant-premières » du Festival du film francophone d'Angoulême, où il est projeté le 30 août au CGR Cinémas.

### Accueil critique
Le site Allociné mentionne une moyenne de 3.6⁄5, d'après l'interprétation de 23 critiques de presse.
Après la projection du film au Festival de Cannes, Frédéric Strauss du magazine Télérama souligne que Vivre, mourir, renaître résume « de poignantes existences à la poursuite du bonheur. ».
Florian Ques du Têtu précise que, « malgré la tromperie initiale, la jalousie n'est pas le sentiment dominant ; il y a beaucoup de respect, d'humilité, d'affection entre Cyril, Sammy et Emma qui, face à l'urgence de la vie, sont radieux d'empathie et d'humanité, faisant de Vivre, mourir, renaître un film solaire, malgré son sujet difficile. ».
Luc Chessel du journal Libération assure que ce film « sur un triangle amoureux pris dans l'épidémie de VIH a du mal à nous émouvoir » et que « la chose est donc reprise, mais on cavale vers un distributeur de capotes. C’est émouvant et candide, ce serait une bonne idée, un peu cinéphile, pour un spot de prévention. » et sa collègue, Sandra Onana, souligne que c'est « trop beaux pour être vrais ».

### Box-office
Pour le premier jour de sa sortie, ayant lieu le 25 septembre 2024, il accueille 6 055 spectateurs, dont 1 920 en avant-première, et se classe à la sixième place du box-office français.

## Distinctions

### Nominations
- Festival de Cannes 2024 — section « Cannes Première » : Queer Palm pour Gaël Morel
- Festival du film francophone d'Angoulême 2024 : section « Les Avant-premières »[14]